# Oficina de las Naciones Unidas para la Reducción del Riesgo de Desastres
La Oficina de las Naciones Unidas para Reducción de Riesgo de Desastres (UNDRR por su siglas en inglés) se creó en diciembre de 1999. Sucedió a la secretaría de la Década Internacional para la Reducción de Desastres Naturales. La UNDRR se estableció para asegurar la aplicación de la Estrategia Internacional para Reducción de Desastres (resolución 54/219 de la Asamblea General).
La UNDRR es parte de la Secretaría General de Naciones Unidas y sus funciones abarcan los campos social, económico, medioambiental y humanitario. La UNDRR apoya la aplicación, seguimiento y revisión del Marco de Sendai para la reducción del riesgo de desastres, adoptado por la Tercera Conferencia Mundial sobre Reducción de Riesgo de Desastres celebrada el 18 de marzo de 2015 en Sendai, Japón. El Marco de Sendai es un acuerdo voluntario de 15 años, no vinculante, que desarrolla un planteamiento amplio, y centrado en las personas, de reducción del riesgo de desastres. El Marco de Sendai sucedió al Marco de Hyogo para la Acción (2005-2015).
La visión de la UNDRR se basa en las 4 prioridades para la acción establecidas en el Marco de Sendai: comprender el riesgo de desastres, fortalecer la gestión del riesgo de desastres, invertir en la reducción del riesgo de desastres, y aumentar la preparación frente a desastres para una respuesta eficaz y para mejores recuperación, rehabilitación y reconstrucción.
La UNDRR está dirigida por un representante especial del Secretario General de la ONU y tiene más de cien empleados en su sede de Ginebra, Suiza. Posee también cinco oficinas regionales: África (en Nairobi), América (en la Ciudad de Panamá), Estados árabes (en El Cairo), Asia-Pacífico (en Bangkok) y Europa (en Bruselas), además de otras presencias de campo en Adís Abeba, Almaty, Bonn, Incheon, Kobe, Nueva York (Sede de la ONU), Río de Janeiro y Suva.
La UNDRR coordina los esfuerzos internacionales para la reducción del riesgo de desastres (RDR) y guía, controla e informa regularmente sobre el progreso de la aplicación del Marco de Sendai, siguiendo el Marco de Hyogo para la Acción. La UNDRR también convoca cada 2 años a dirigentes y decisores en la Plataforma Mundial sobre Reducción del Riesgo de Desastres para adelantar políticas de reducción del riesgo. Asimismo apoya el establecimiento de plataformas regionales, nacionales y temáticas.
La UNDRR Informa a las personas y las conecta proporcionando herramientas y servicios prácticos, como el sitio web de reducción del riesgo PreventionWeb, terminología, publicaciones sobre mejores prácticas, perfiles de país y el Informe de Valoración Global sobre Reducción de Riesgo de Desastres, que es un respetado análisis bienal de riesgos mundiales de desastre y tendencias.

## Historia
1989-Década Internacional para la Reducción de los Desastres Naturales
Dada la preocupación creciente sobre el impacto de los desastres, la Asamblea General de la ONU declaró 1990-1999 la Década Internacional para la Reducción de los Desastres Naturales (IDNDR por sus siglas en inglés). Inicialmente, la IDNDR estuvo influida en gran parte por grupos de interés científicos y técnicos. Aun así se desarrolló una amplia concienciación mundial sobre las consecuencias sociales y económicas de los desastres causados por peligros naturales a medida que avanzaba esta década.

1994-Primera conferencia mundial sobre la reducción de desastres y estrategia de Yokohama para un mundo más seguro
La estrategia de Yokohama para un mundo más seguro: indicaciones para la prevención de desastres naturales, preparación ante ellos y su mitigación, y su plan de acción, fueron adoptados en la primera conferencia mundial sobre la reducción de desastres.
1999-Estrategia internacional para la reducción de desastres (ISDR por sus siglas en inglés)
El Consejo Económico y Social de las Naciones Unidas lanzó en 1999 la ISDR, que fue adoptada por la Asamblea General como marco internacional para responder al reto de la creciente incidencia y magnitud de los desastres. La UNISDR se creó como un secretariado interdepartamental de la ISDR junto al Grupo de Trabajo Interdepartamental sobre Reducción de Desastres. El mandato de la UNISDR se amplió entonces para servir de punto focal dentro del Sistema de las Naciones Unidas para la coordinación de la reducción de desastres y para asegurar las sinergias en las actividades con este fin de la ONU, de organizaciones regionales y de actuaciones socioeconómicas y humanitarias. Otros mandatos adicionales consisten en fomentar la concienciación y el compromiso públicos, ampliar las redes y alianzas, y mejorar el conocimiento de las causas de los desastres y de las opciones para reducir el riesgo. Todo ello basándose en la estrategia de Yokohama y su plan de acción como continuación de la Década Internacional para la Reducción de los Desastres Naturales.

2002-El plan de acción de Johannesburgo
La Cumbre de la Tierra de Johannesburgo, Sudáfrica, destacó que «un planteamiento integrado, multirriesgo e inclusivo para abordar vulnerabilidades, valoración de riesgos y gestión de desastres —que incluya prevención, mitigación, preparación, respuesta y recuperación— es un elemento esencial de un mundo más seguro en el siglo XXI.» El plan de aplicación de Johannesburgo señaló a la UNISDR y al mencionado Grupo de Trabajo Interdepartamental un conjunto de objetivos concretos para integrar y generalizar la reducción de riesgo de desastres en las políticas y procesos de desarrollo.
2005-Segunda conferencia mundial sobre la reducción de desastres y Marco de Hyogo para la acción 2005-2015
Esta conferencia se celebró en Kobe, Hyogo, Japón y adoptó el "Marco de Hyogo para la acción 2005-2015: construyendo la resiliencia de las naciones y comunidades a los desastres", que actualmente sirve como guía para construir y reforzar la cooperación internacional con el fin de asegurar que la reducción del riesgo de desastres se usa como base para los planes de desarrollo nacionales e internacionales.
2007-Primera sesión de la Plataforma Mundial para la Reducción de Desastres
La Asamblea General, con el fin de apoyar la aplicación del Marco de Hyogo, estableció una plataforma bienal para que representantes gubernamentales, ONG, científicos, especialistas, sector privado, instituciones financieras internacionales y agencias de la ONU compartireran experiencias, identificaran las áreas por cubrir y proporcionaran consejo estratégico. Se han establecido también 6 plataformas regionales y más de 80 nacionales como foros multisectoriales. Asimismo 5 plataformas regionales, además de valorar los progresos, se centran en los detalles de los planes regionales de aplicación del Marco de Hyogo. Las plataformas nacionales actúan como el órgano nacional de coordinación para la reducción del riesgo de desastres.
2011-Programa de acción 2011-2020 para los países menos desarrollados
Este programa, llamado de Estambul, plasma la visión y la estrategia de la comunidad internacional para el desarrollo sostenible de los países menos desarrollados (LDC por sus siglas en inglés) para la década 2011-2020, con gran énfasis en desarrollar sus capacidades productivas. El programa de Estambul reconoció que la magnitud y el impacto de los desastres naturales han aumentado en las décadas recientes, amenazando así los costosos avances en desarrollo de los LDC. Anima por tanto a estos países a aplicar e integrar la reducción del riesgo de desastres en sus políticas y planes nacionales a largo plazo.
2012-Conferencia de Desarrollo Sostenible de Naciones Unidas
Esta conferencia, celebrada en Río de Janeiro, Brasil, del 20 al 22 de junio de 2012, también conocida como Río 2012, alumbró el documento «El futuro que queremos». El capítulo V-A de dicho texto versa sobre la reducción del riesgo de desastres y establece unos cimientos firmes para las discusiones sobre un marco, posterior a 2015, para continuar guiando a las naciones, después de que el Marco de Hyogo expire ese año.
2014-Tercera conferencia internacional sobre pequeños estados insulares
Estos países en desarrollo, conocidos por las siglas en inglés SID, padecen problemas específicos en cuanto a su desarrollo y los desastres. Para ellos se creó en esta conferencia el Camino de S.A.M.O.A. (acrónimo intencional: Samoa es un pequeño país insular, pero las siglas, en inglés, son de modalidades de acción acelerada para SID). Reconoce una necesidad crítica de aumentar la resiliencia de los SID, reforzar el seguimiento de las variables que pueden indicar un desastre (por ejemplo, meteorológicas o sísmicas) y la prevención, reducir la vulnerabilidad, aumentar la concienciación e incrementar la preparación para responder a los desastres y recobrarse de ellos.
2015-Tercera conferencia de la ONU sobre la reducción del riesgo de desastres y el Marco de Sendai 2015-2030
Esta conferencia se celebró en Sendai, Japón, del 14 al 18 de marzo de 2015. Reunió a 6 500 delegados para la propia conferencia y 50 000 personas al foro público asociado. La conferencia adoptó el Marco de Sendai 2015-2030 para la reducción del riesgo de desastres como el primer gran acuerdo de la agenda de desarrollo posterior a 2015.
El Marco de Sendai contiene 7 objetivos globales y 4 prioridades de acción. Sucede al marco de Hyogo 2005-2015. El Marco de Sendai es un acuerdo no vinculante a 15 años que reconoce que el Estado tiene el papel principal en la reducción del riesgo de desastres (RDR), pero que la responsabilidad debe compartirse con otros actores, como los gobiernos locales y el sector privado. Su objetivo es:
 ’’La reducción sustancial del riesgo de desastres y las pérdidas de vidas, salud y bienes económicos, sociales, culturales y ambientales de personas, negocios, poblaciones y países.''

## Mandato
Varias resoluciones de la Asamblea General han definido el mandato de la UNDRR. La más importante es la 56/195, que establece: «servir como punto focal en el sistema de las Naciones Unidas para la coordinación de la reducción de desastres y asegurar las sinergias entre las actividades de reducción de desastres de este sistema y las organizaciones regionales y las actividades en los campos socioeconómico y humanitario.»
Sus áreas centrales de trabajo incluyen asegurar que la DRR se aplica a la adaptación al cambio climático, aumentar las inversiones en DRR, construir ciudades, escuelas y hospitales resistentes a los desastres, y reforzar el sistema internacional para la DRR.

## Dirección
La UNDRR está encabezada por el representante especial del Secretario General para la DRR. En noviembre de 2015, el Secretario General de la ONU, Ban Ki-moon, nombró representante especial al australiano Robert Glasser, que sucedía a la sueca Margareta Wahlström, la primera representante especial para RDR, que había sido nombrada en noviembre de 2008. Robert Glasser asumió su puesto en enero de 2016. De 1999 a 2008 la UNDRR había estado encabezada por un funcionario con nivel de director, bajo los auspicios de la Oficina de Naciones Unidas para la Coordinación de Asuntos Humanitarios.
Las funciones del representante especial para la DRR incluyen liderar y supervisar la UNDRR en la ejecución de las funciones que le han sido confiadas por la Asamblea General, el Consejo Económico y Social de las Naciones Unidas y los marcos de Hyogo y Sendai, así como las directrices políticas del Secretario General. También incluyen supervisar el Fondo para la Estrategia Internacional de Reducción de Desastres y llevar a cabo negociaciones de alto nivel y actividades de movilización de fondos para DRR. Asimismo este representante asegura la coherencia estratégica y operativa entre la DRR y las actividades de preparación y respuesta ante desastres, así como actividades socioeconómicas del sistema de la ONU y de organizaciones regionales.

## Conocimiento de los riesgos

### Informe mundial de valoración
El Informe mundial de valoración de la reducción de riesgo de desastres (conocido como GAR por sus siglas en inglés) contiene la revisión y el análisis mundiales de la ONU sobre los peligros naturales que acechan a la humanidad. El GAR sigue los patrones y tendencias de riesgo y el progreso en la DRR, a la vez que proporciona orientación política y estratégica a los países y a la comunidad internacional. Dicho informe es fruto de la colaboración y la consulta con un amplio rango de actores, que incluyen agencias de la ONU, gobiernos, instituciones académicas y de investigación, donantes, especialistas y organizaciones técnicas.
El último GAR (2015) se titula «Haciendo sostenible el desarrollo: el futuro de la gestión del riesgo de desastres» y revisa la gobernanza del riesgo de desastres bajo el Marco de Hyogo. Valora también hasta qué punto se han alcanzado los resultados esperados por dicho marco.

### Sitio para la prevención
Lanzado en 2007, PreventionWeb proporciona una plataforma común para conectar, intercambiar experiencias y compartir información sobre DRR. Los usuarios de este sitio web pueden subir contenido, así como sindicar el contenido existente a sus propias páginas. El sitio se actualiza diariamente y contiene noticias sobre RDR, eventos, discusiones en línea, directorios de contactos, documentos sobre políticas, documentos de referencia, programas de formación, empleos, terminología e información por países, así como audios y vídeos.

## Iniciativas

### Construyendo ciudades resilientes
La campaña ¡Mi ciudad está preparada!, lanzada en mayo de 2010 inicialmente por 5 años, aborda asuntos de gobernanza local y riesgos urbanos, a la vez que mantiene las campañas previas para escuelas y hospitales más seguros, así como los principios de urbanización sostenible desarrollados en la campaña urbana mundial 2009-2013 de UN-Habitat. En agosto de 2015, más de 2 600 ayuntamientos y gobiernos locales habían participado en ¡Mi ciudad está preparada!
Los 10 puntos esenciales
La campaña Construyendo ciudades resilientes suministra una lista de comprobación de 10 puntos para actuar localmente:
1: Poner en marcha organización y coordinación para comprender y reducir el riesgo de desastres, basándose en la participación de grupos ciudadanos y de la sociedad civil. Formar alianzas locales. Asegurar que todas las unidades administrativas comprenden su papel en la reducción del riesgo de desastres y la preparación frente a ellos.
2: Asignar un presupuesto para la reducción del riesgo de desastres y proporcionar incentivos para que propietarios de viviendas, familias de bajos ingresos, comunidades, negocios y sector público inviertan en reducir los riesgos a los que se enfrentan.
3: Mantener actualizados los peligros y las vulnerabilidades, preparar valoraciones de riesgos y utilizarlas como base para el desarrollo urbano. Asegurar que esta información y los planes para la resiliencia de la ciudad están fácilmente disponibles para la ciudadanía y se han tratado detalladamente con ella.
4: Invertir en las infraestructuras críticas que reducen los riesgos (como instalaciones de drenaje ante inundaciones, tanques de tormentas, etc.), mantenerlas adecuadamente y ajustarlas al cambio climático.
5: Valorar la seguridad de todas las escuelas y centros de salud, y aumentarla en caso necesario.
6: Promulgar y hacer cumplir códigos de edificación y principios de planificación urbanística realistas que tengan en cuenta los riesgos. Identificar terrenos seguros para ciudadanos con bajos ingresos y desarrollar la mejora de asentamientos informales cuando sea posible.
7: Asegurar que programas de educación y formación en reducción de riesgo de desastres se imparten en las escuelas y comunidades locales.
8: Proteger los ecosistemas y amortiguadores naturales (por ejemplo, bosques; el terreno deforestado favorece las inundaciones y los corrimientos de tierras) para mitigar las inundaciones, las gotas frías y otros peligros a los que la ciudad puede ser vulnerable. Adaptarse al cambio climático siguiendo buenas prácticas de reducción de riesgos.
9: Instalar en la ciudad sistemas de alerta temprana y de gestión de emergencias, y realizar regularmente simulacros.
10: Tras cualquier desastre, asegurarse de que las necesidades de los supervivientes se colocan en primer lugar, apoyándolos a ellos y a sus comunidades para diseñar y aplicar las respuestas al desastre, entre las que se cuenta la reconstrucción de sus hogares y sus hábitos de vida.
Ciudades modelo
Las ciudades modelo son ayuntamientos o gobiernos locales que participan en la campaña y han aplicado buenas prácticas e innovación en DRR y resiliencia.
Las ciudades modelo demuestran sus logros en al menos 5 áreas de los 10 puntos esenciales. Para alcanzar esta categoría, las ciudades deben mostrar innovación, resultados continuos en la medición y DRR, su propósito de continuar en esta línea y su interés por compartir sus experiencias participando en talleres o ferias. Estas ciudades pusieron en práctica medidas creativas, inclusivas y eficaces, así como planes de acción que muestran una fuerte voluntad política de DRR a nivel local. Inspiran, comparten experiencias, crean oportunidades de aprendizaje y apoyan a otras ciudades en sus esfuerzos por alcanzar la resiliencia o incrementarla.

### Día internacional para la reducción de los desastres
El día internacional para la reducción de los desastres (IDDR por sus siglas en inglés) empezó en 1989 con la aprobación de la Asamblea General. Lo considera un medio para promover una cultura mundial de reducción de desastres, que incluya prevención, mitigación y preparación ante ellos. El IDDR anima a todos los ciudadanos y gobiernos a tomar parte para construir comunidades y naciones más resilientes ante los desastres. Originalmente celebrado el segundo miércoles de octubre, la Asamblea General decidió fijar el 13 de octubre como fecha para celebrarlo.
La iniciativa Un paso adelante (Step Up Initiative) empezó en 2011 y se ha enfocado en un grupo diferente de participantes cada año hasta la celebración de la tercera conferencia mundial sobre RDR en 205: niños y jóvenes en 2011, mujeres y niñas en 2012, discapacitados en 2013, ancianos en 2014 y conocimiento tradicional, indígena y local en 2015.

### Premio Sasakawa de las Naciones Unidas
El Premio Sasakawa de las Naciones Unidas por la reducción de desastres se otorga a individuos o instituciones que hayan hecho esfuerzos activos para reducir el riesgo de desastres en sus comunidades, y aboguen por la DRR. Junto con el Premio Sasakawa de la Organización Mundial de la Salud y el Premio Sasakawa del Programa Medioambiental de la ONU, el Premio Sasakawa por la reducción de desastres es uno de los 3 prestigiosos premios establecidos en 1986 por el presidente fundador de la Nippon Foundation, Ryoichi Sasakawa.
Anteriores ganadores
| Año        | Nombre/Institución                                                                            | País                         |
| ---------- | --------------------------------------------------------------------------------------------- | ---------------------------- |
| 2015       | Dr. Allan Lavell                                                                              | Reino Unido/Costa Rica       |
| 2013       | Belo Horizonte y la Iniciativa Nacional para la Reducción de Riesgos y la Respuesta a ellos   | Brasil, Bangladés            |
| 2011       | Ciudades de San Francisco, Santa Fe y el distrito norte de Vancouver                          | Filipinas, Argentina, Canadá |
| 2009       | Dr. Eko Teguh Paripurno                                                                       | Indonesia                    |
| 2007       | Profesor Yoshiaki Kawata y Tony Gibbs                                                         | Japón, Granada y Barbados    |
| 2005       | Chimeddorj Batchulluun                                                                        | Mongolia                     |
| 2004       | Dr. Omar Darío Cardona                                                                        | Colombia                     |
| 2003       | Señora Tadzong, nacida Esther Anwi Mofor                                                      | Camerún                      |
| 2002       | Dr. Serguei Balassanian                                                                       | Armenia                      |
| 2001       | Centro Mundial de Seguimiento de Incendios                                                    | Alemania                     |
| 2000       | Fondo para la Reconstrucción y el Desarrollo Social del Eje Cafetero (FOREC)                  | Colombia                     |
| y ... 1993 | Professor Oladapo Alabi Ladipo, Grace Ebun Delano y el Fondo Benéfico de Investigación Arpana | Nigeria, India               |

### Alianza para Sociedades Resilientes a los Desastres
La Alianza para Sociedades Resilientes a los Desastres, conocida por el acrónimo en inglés ARISE (verbo que en inglés significa levantarse, alzarse de las ruinas), une a la UNDRR y al sector privado. Integra los trabajos de la Alianza UNDRR-Sector Privado y la iniciativa R!SE para apoyar la aplicación del Marco de Sendai. El objetivo general de ARISE, que se lanzó en noviembre de 2015, es crear sociedades resilientes a los riesgos impulsando al sector privado en colaboración con el público y otros actores para alcanzar los objetivos del Marco de Sendai. ARISE aumentará el número de entidades privadas y otras involucradas en apoyar la aplicación de este marco y permitirá al sector privado poner en marcha iniciativas y proyectos tangibles para una DRR efectiva a través de 7 líneas de trabajo: estrategias de gestión de riesgos, métrica de inversiones, estándares y comparación, educación y formación, reducción de riesgos y resiliencia urbanos, normativa y seguros.